# Бокшицы
Бокшицы (бел. Бокшыцы) — деревня в Слуцком районе Минской области Белоруссии. Административный центр Бокшицкого сельсовета. Находится в 4 км северо-западнее Слуцка.

## История
Название происходит от имени Бокша (Богша), которое было распространено в средневековье в Белоруссии. В начале XX века в деревне было 55 дворов и 346 жителей. На 1 января 1998 года — 82 дворов и 199 жителей.

## Инфраструктура
- Бокшицкая сельская библиотека-филиал № 42 сети публичных библиотек Слуцкого района Слуцкой РЦБС.
- Бокшицкий сельский дом культуры
- Магазин